# Jeanette Myburgh
Jeanette Myburgh   (16 de setembre de 1940) és una nedadora sud-africana, ja retirada, especialista en estil lliure, que va competir durant la dècada de 1950.
El 1956 va prendre part en els Jocs Olímpics d'Estiu de Melbourne, on va disputar dues proves del programa de natació. Va guanyar la medalla de bronze en els 4x100 metres lliures, formant equip amb Natalie Myburgh, Susan Roberts i Moira Abernethy, mentre en els 100 metres lliures quedà eliminada en semifinals.